# Glycaspis notialis
Glycaspis notialis är en insektsart som beskrevs av Moore 1970. Glycaspis notialis ingår i släktet Glycaspis och familjen rundbladloppor. Inga underarter finns listade i Catalogue of Life.